# Myennes
Myennes település Franciaországban, Nièvre megyében. Lakosainak száma 536 fő (2022. január 1.). Myennes Boulleret, La Celle-sur-Loire és Cosne-Cours-sur-Loire községekkel határos.

## Népesség
A település népességének változása:
| Lakosok száma | 561  | 542  | 543  | 532  | 527  | 518  | 524  | 530  | 536  |
|               | 2013 | 2015 | 2016 | 2017 | 2018 | 2019 | 2020 | 2021 | 2022 |